# Phil Keen
Pas d'image ? Cliquez ici
Phil Keen, né le 20 octobre 1983 à Reading, est un pilote automobile britannique.

## Biographie
En 2006, Phil Keen participe à la première saison du championnat d'Europe FIA GT3.
En 2012, il participe aux 24 Heures de Spa.
Fin 2014, il rejoint l'écurie Action Express Racing en vue d'une participation au championnat d'endurance nord-américain United SportsCar Championship.
En 2016, il se prépare à participer aux 24 Heures du Mans.
En 2024, Jeremy Clarkson a divulgué l'identité de l'un des trois "Stig" de l'émission Top Gear. Phil Keen fut le troisième de 2010 à 2022

## Palmarès
- 2014 :

Challenge Radical SR3 : Champion